# Oblast de Riazan
L’oblast de Riazan (en russe : Ряза́нская о́бласть, Riazanskaïa oblast) est un sujet de la fédération de Russie. Sa capitale administrative est Riazan, qui est aussi la seule grande ville de la région.

## Géographie

### Situation
L'oblast, qui couvre une superficie de 39 605 km2, est situé dans la plaine de l'Europe orientale, plus précisément dans la plaine de l'Oka Don. Il est limitrophe des oblasts de Lipetsk, Moscou, Nijni Novgorod, Tambov, Toula et Vladimir ainsi que de la république de Mordovie.

### Hydrographie
L'Oka est le cours d'eau le plus important ; il traverse la région d'ouest en est.

### Relief
La partie nord de la région de Riazan est Mechtchera (la plaine). La partie de l'ouest est le plateau central de Russie (236 m).

### Climat
Le climat de l’oblast de Riazan est le climat continental caractérisé par des hivers longs et froids et des étés relativement longs et chauds.

### Villes et agglomérations

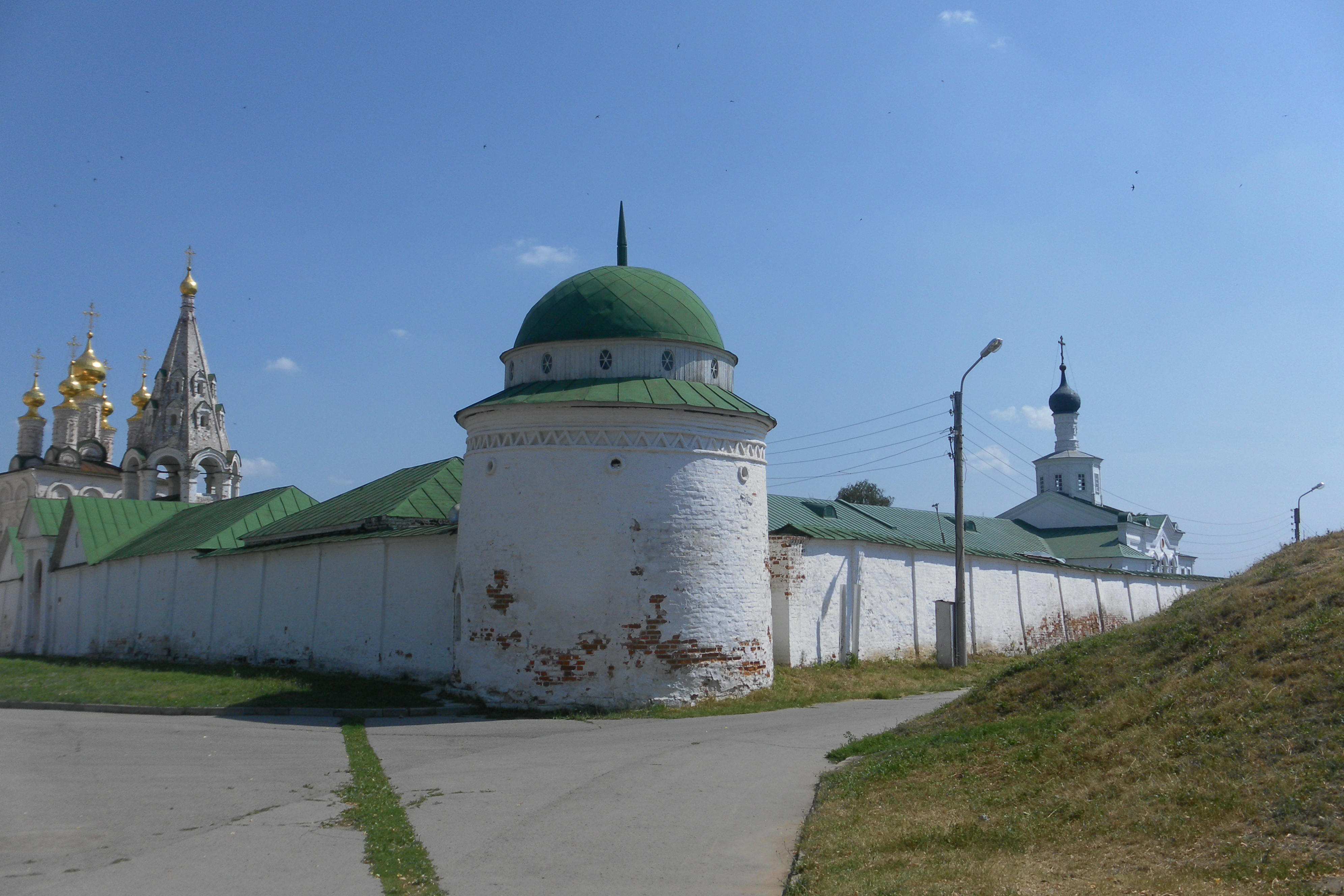
Le Kremlin de Riazan

| Ville             | Nom russe          | Habitants (1er janvier 2005) |
| ----------------- | ------------------ | ---------------------------- |
| Riazan            | Рязань             | 515 938                      |
| Kassimov          | Касимов            | 34 912                       |
| Skopine           | Скопин             | 32 299                       |
| Sassovo           | Сасово             | 29 988                       |
| Riajsk            | Ряжск              | 22 378                       |
| Novomitchourinsk  | Новомичуринск      | 20 448                       |
| Rybnoïe           | Рыбное             | 19 053                       |
| Chilovo           | Шилово             | 16 209                       |
| Korablino         | Кораблино          | 14 166                       |
| Mikhaïlov         | Михайлов           | 13 015                       |
| Spassk-Riazanski  | Спасск-Рязанский   | 8 522                        |
| Lesnoï            | Лесной             | 7 350                        |
| Chatsk            | Шацк               | 7 299                        |
| Spas-Klepiki      | Спас-Клепики       | 6 714                        |
| Oktiabrski        | Октябрьский        | 6 550                        |
| Touma             | Тума               | 6 484                        |
| Saraï             | Сараи              | 6 477                        |
| Kadom             | Кадом              | 6 032                        |
| Oukholovo         | Ухолово            | 5 562                        |
| Starojilovo       | Старожилово        | 5 264                        |
| Miloslavskoïe     | Милославское       | 4 666                        |
| Ermich            | Ермишь             | 4 570                        |
| Tchoutchkovo      | Чучково            | 4 363                        |
| Pronsk            | Пронск             | 4 216                        |
| Sapojok           | Сапожок            | 4 205                        |
| Aleksandro-Nevski | Александро-Невский | 4 096                        |
| Elatma            | Елатьма            | 3 828                        |
| Mourmino          | Мурмино            | 3 629                        |
| Pitelino          | Пителино           | 2 346                        |
| Gous-Jelezny      | Гусь-Железный      | 2 301                        |
| Pavelets          | Павелец            | 2 044                        |
| Tsentralny        | Центральный        | 1 850                        |
| Syntoul           | Сынтул             | 1 846                        |
| Lachma            | Лашма              | 1 772                        |
| Poplevinski       | Поплевинский       | 607                          |

## Histoire
L'histoire de la principauté de Riazan remonte au Xe siècle. Sa position en bordure de la région peuplée par les Russes l'a exposée de manière permanente aux guerres. La région située à la limite de la steppe et de la forêt a souffert de nombreuses invasions venues du sud : Khazars, Petchenègues, Polovtses. Ce fut le cas de l'invasion mongole en 1237. La principauté n'est annexée à l'Empire russe qu'en 1521. Catherine II crée la province de Riazan en 1778. Alexandre II crée le premier chemin de fer dans la  province; En 1937, l'Union soviétique supprime la province de Riazan et crée à sa place l'oblast du même nom. 
Ici en 1959, en pleine période de la nouvelle politique agricole menée par Nikita Khrouchtchev visant à « rattraper et dépasser l'Amérique! » se déroule une affaire connue comme le miracle de Riazan. On abat tout le cheptel bovin pour tripler la production de viande prévue par le plan économique ce qui signe la mort de la filière locale de l'élevage.
Le 5 décembre 2022, dans le cadre de l'invasion de l'Ukraine par la Russie en 2022 la base aérienne à long rayon d'action de Diaguilevo est attaqué avec des drones ukrainiens de conception soviétique.

## Population et société

### Démographie
La population de l’oblast de Riazan est de 1 130 103 habitants en 2016 pour une densité de 28,53 h./km2.
| 2002      | 2016      | 2021 | - | - |
| --------- | --------- | ---- | - | - |
| 1 227 910 | 1 130 103 | -    | - | - |

| Année | Fécondité | Fécondité urbaine | Fécondité rurale |
| ----- | --------- | ----------------- | ---------------- |
| 1990  | 1,80      | 1,67              | 2,25             |
| 1991  | 1,61      | 1,47              | 2,05             |
| 1992  | 1,42      | 1,29              | 1,80             |
| 1993  | 1,27      | 1,14              | 1,69             |
| 1994  | 1,27      | 1,17              | 1,59             |
| 1995  | 1,23      | 1,13              | 1,52             |
| 1996  | 1,19      | 1,11              | 1,43             |
| 1997  | 1,11      | 1,06              | 1,28             |
| 1998  | 1,15      | 1,07              | 1,38             |
| 1999  | 1,09      | 1,00              | 1,35             |
| 2000  | 1,08      | 1,00              | 1,35             |
| 2001  | 1,13      | 1,05              | 1,38             |
| 2002  | 1,17      | 1,09              | 1,47             |
| 2003  | 1,24      | 1,15              | 1,57             |
| 2004  | 1,24      | 1,15              | 1,56             |
| 2005  | 1,22      | 1,12              | 1,53             |
| 2006  | 1,21      | 1,12              | 1,50             |
| 2007  | 1,33      | 1,21              | 1,69             |
| 2008  | 1,41      | 1,29              | 1,78             |
| 2009  | 1,40      | 1,27              | 1,82             |
| 2010  | 1,44      | 1,28              | 1,94             |
| 2011  | 1,45      | 1,28              | 1,99             |
| 2012  | 1,54      | 1,32              | 2,28             |
| 2013  | 1,55      | 1,34              | 2,28             |
| 2014  | 1,60      | 1,37              | 2,37             |
| 2015  | 1,64      | 1,43              | 2,36             |
| 2016  | 1,70      | 1,52              | 2,35             |
| 2017  | 1,51      | 1,37              | 1,98             |
| 2018  | 1,45      | 1,32              | 1,91             |
| 2019  | 1,35      | 1,30              | 1,51             |

## Économie
L'activité économique de la région est essentiellement tournée vers l'agriculture. Riazan fait exception avec une industrie centrée sur la fabrication de machines-outils. Le tourisme complète le tout.

## Politique et administration

### Divisions administratives
Administration territoriale est formée de quatre villes d'importance régionale, Riazan, Kassimov, Sasovo et Skopin, ainsi que de vingt-cinq secteurs.

### Politique
L'oblast est dirigé par un gouverneur, à la tête du gouvernement local, et une Assemblée.
|   | Nom                   | début du mandat   | fin du mandat   | notes                                              |
| - | --------------------- | ----------------- | --------------- | -------------------------------------------------- |
| 1 | Lev Bachmakov         | 25 septembre 1991 | 25 janvier 1994 |                                                    |
| 2 | Guenadi Merkoulov     | 25 janvier 1994   | 15 octobre 1996 |                                                    |
| 3 | Igor Ivlev            | 15 octobre 1996   | 15 janvier 1997 |                                                    |
| 4 | Viatcheslav Lioubimov | 15 janvier 1997   | 12 avril 2004   |                                                    |
| 5 | Gueorgui Chpak        | 12 avril 2004     | 12 avril 2008   |                                                    |
| 6 | Oleg Kovalev          | 12 avril 2008     | 14 février 2017 | démissionnaire                                     |
| 7 | Nicolaï Lioubimov     | 14 février 2017   | 10 mai 2022     | intérim puis élu en septembre 2017. Démissionnaire |
|   | Pavel Malkov          | 10 mai 2022       | en cours        | intérim                                            |

## Culture et patrimoine
On compte sur le territoire de l'oblast de Riazan jusqu'à 1 200 monuments de l'architecture et plus de 2 200 sites archéologiques, notamment :
- Colline fortifiée Staraïa Riazan (Старая Рязань) du raïon Spasski - site archéologique protégé à l'emplacement de l'ancienne capitale de la principauté de Riazan (1096).
- Le musée-réserve de Sergueï Essenine dans le village de  Konstantinovo du raïon Rybnovski.
- Le Kremlin de Riazan - musée d’architecture et patrimoine à ciel ouvert, inscrit dans le registre de sites de valeur exceptionnelle de la fédération de Russie.
- Solotcha, un quartier historique de Riazan situé à l'entrée de la Mechtchera sur les bords de la rivière Oka, bâti autour du monastère de la Nativité de la Solotcha. Il s'y trouve également une station thermale comprenant un sanatorium et plusieurs bases de loisirs.
- Le musée régional d'art Ivan Pojalostine de Riazan (57, rue de la Liberté). La collection compte 12 000 objets d'art russe et européen des XVe et XXe siècles: peinture, arts graphiques, sculpture, art appliqué, mobilier, arts céramiques.
- Musée-manoir de l'académicien Ivan Pavlov à Riazan (rue Ivan Pavlov), où Pavlov a vécu en 1849-1870. La collection compte 16 000 objets dont plus de 2 000 objets exposés : photos, documents, objets personnels, premières éditions des ouvrages de Pavlov.
- Le musée de l'histoire du mouvement de jeunesse, fondé à Riazan en 1987.
- Le musée de l'histoire des troupes aéroportées de Russie - musée militaire de Riazan fondé en 1972, filiale du Musée central des forces armées.
- Musée de l'aviation à long rayon d'action de Riazan, situé sur la base aérienne Diaguilevo. La collection présente les bannières des unités et des formations qui ont participé à la Grande Guerre patriotique, certains types d'armes aéroportées, des modèles d'avions.
- La maison-musée des frères Pirogov dans le village de Novosselki du raïon Rybnovski. Il est consacré aux frères Pirogov, chanteurs russes originaires de l'oblast de Riazan : Grigori (1885-1931), Mikhaïl (1887-1933), Alekseï (1895-1978) et Aleksandre (1899-1964).
- Musée Constantin Tsiolkovski dans le village de Ijevskoïe du raïon Spasski.
- Musée de l'écrivain Alexeï Novikov-Priboï dans le village de Matveevskoe du raïon Sassovski.
- Arboretum de Sergueï Khoudekov dans le village de Erlino du raïon Korablinski. Aménagé vers 1900, mais délaissé après la révolution russe, il est de nouveau replanté à partir de 1974.
- Source de l'eau minérale et le dépôt de boue curative près du village de Mikhei du raïon Sapojkovski.
- Le monastère de Saint-Jean (1534) sur la rive droite de l'Oka se trouve dans le village de Pochtchoupovo du raïon Rybnovski.
- La mosquée du Khanat de Qasim dans la ville de Kasimov. Bâtiment avec étage couvert par une coupole, avec un minaret de 1476.

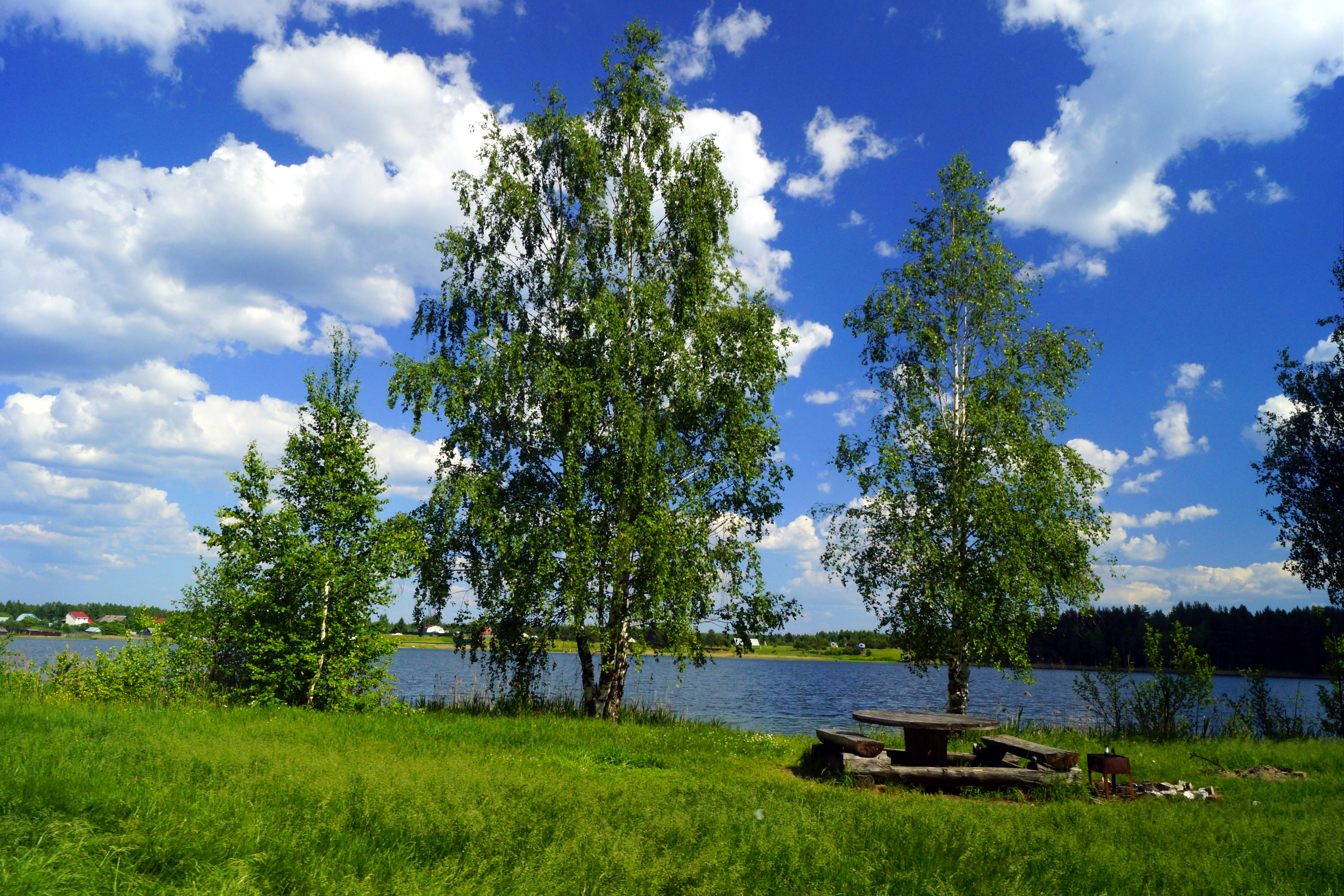
Lac blanc.
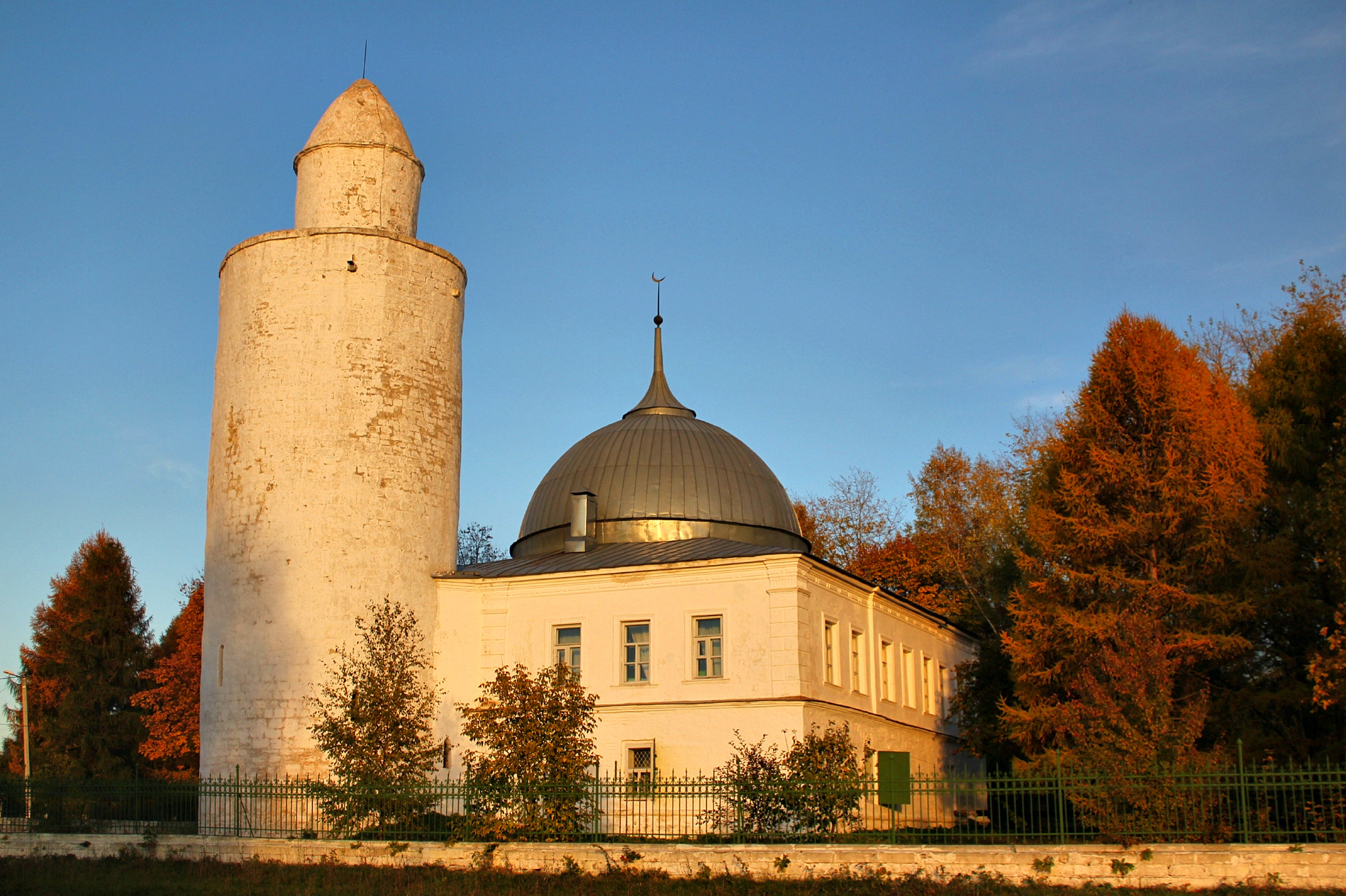
La mosquée.
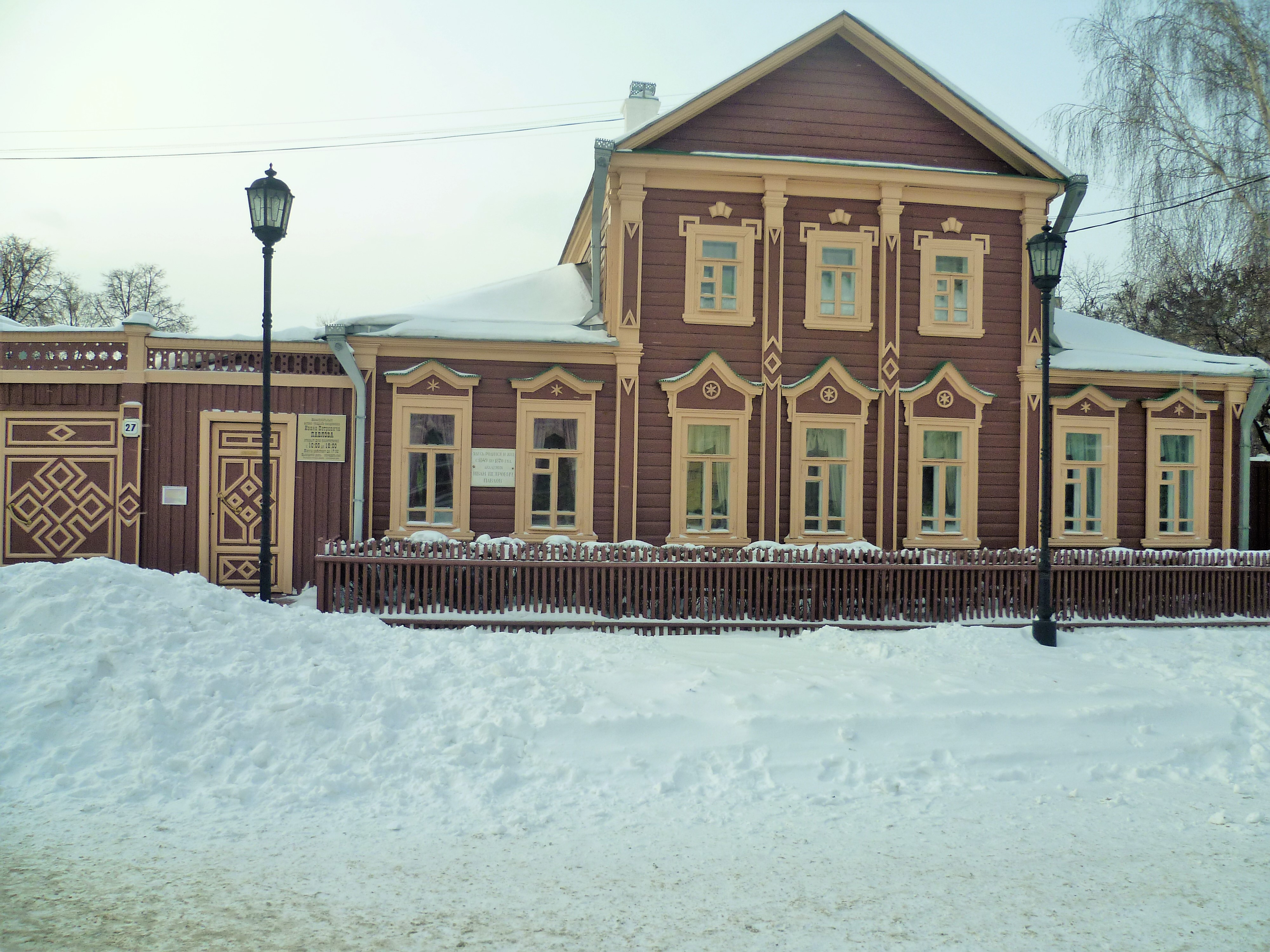
Musée-manoir d'Ivan Pavlov à Riazan.
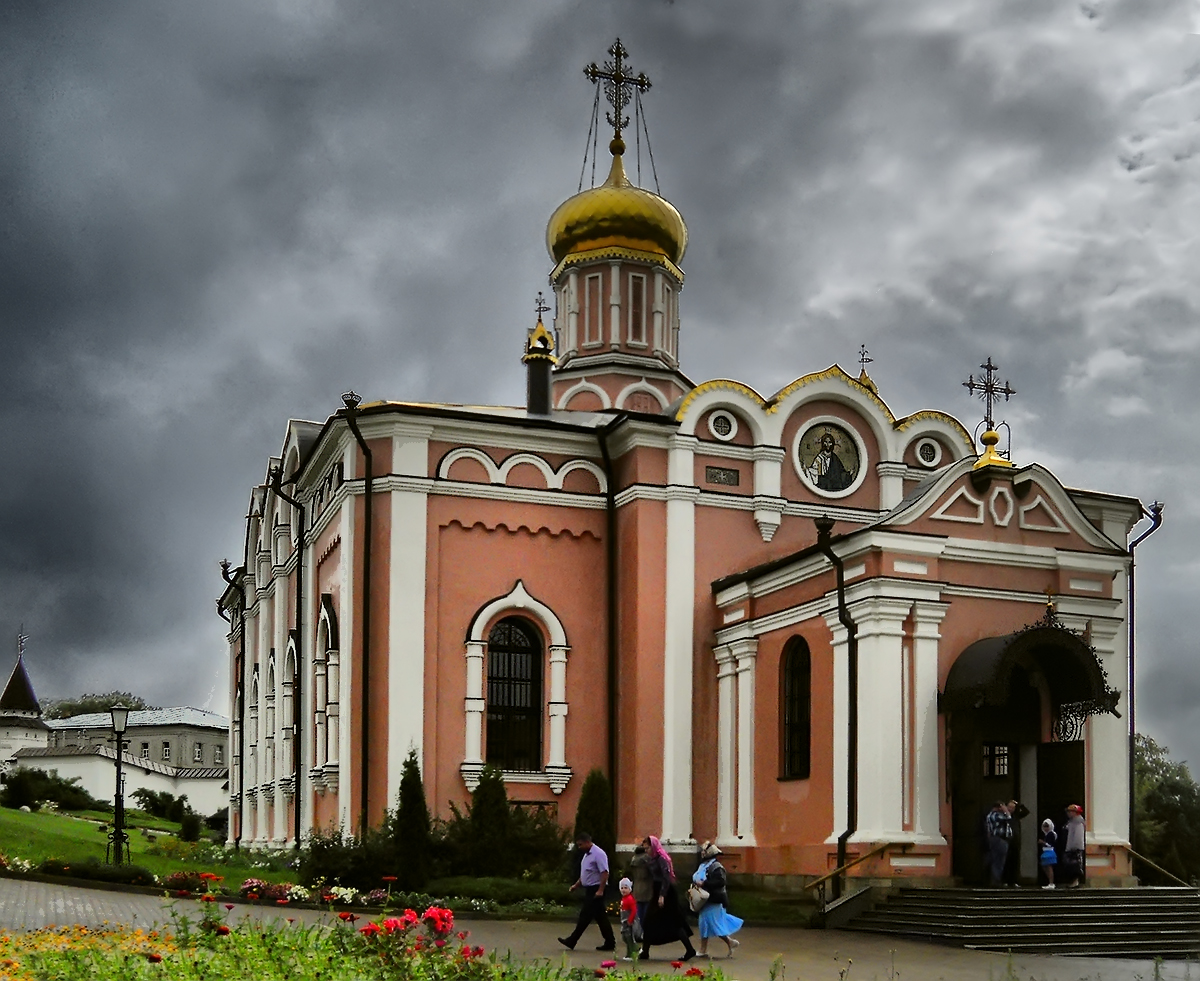
Le monastère de Pochtchoupovo.
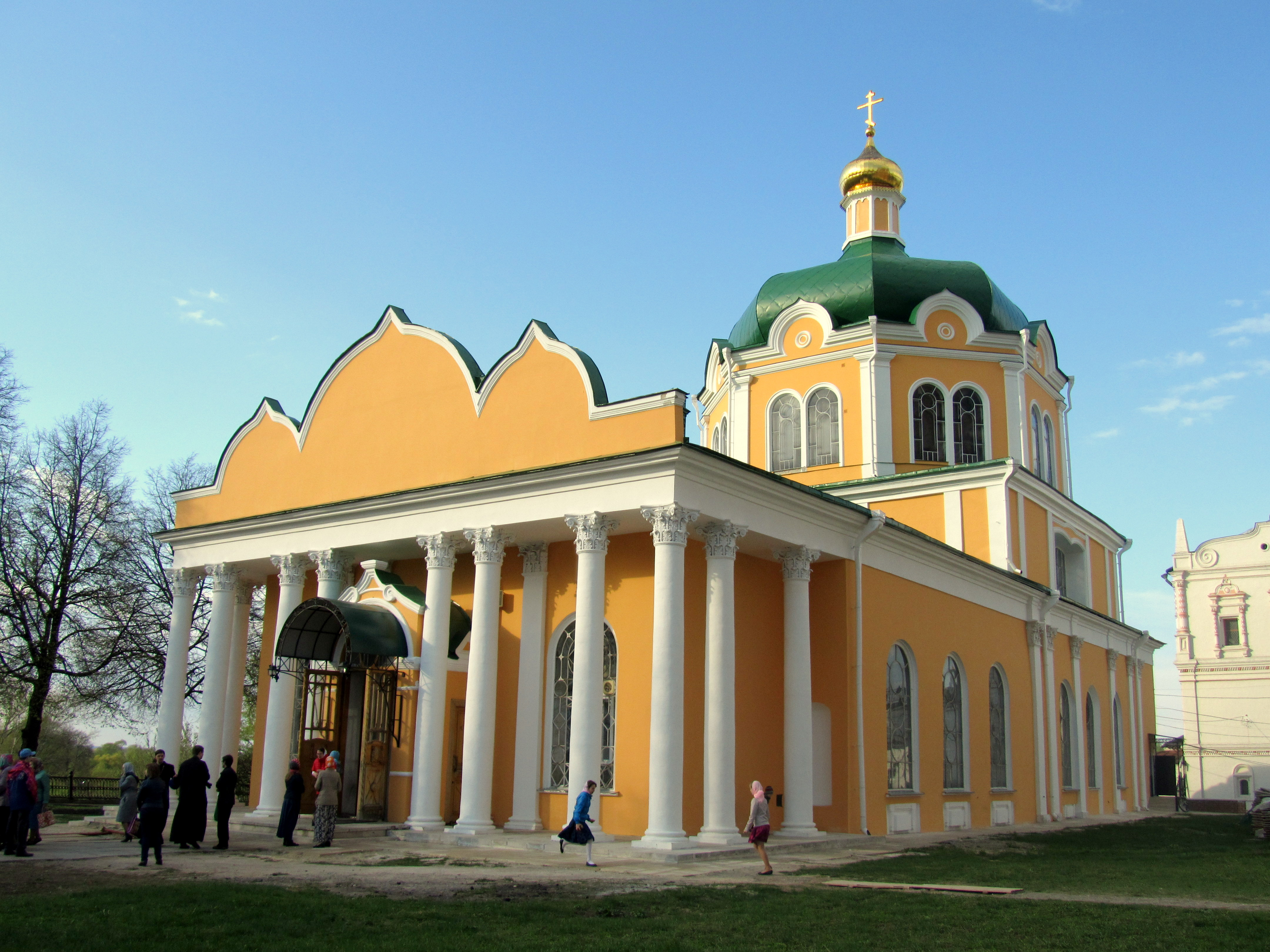
le kremlin.
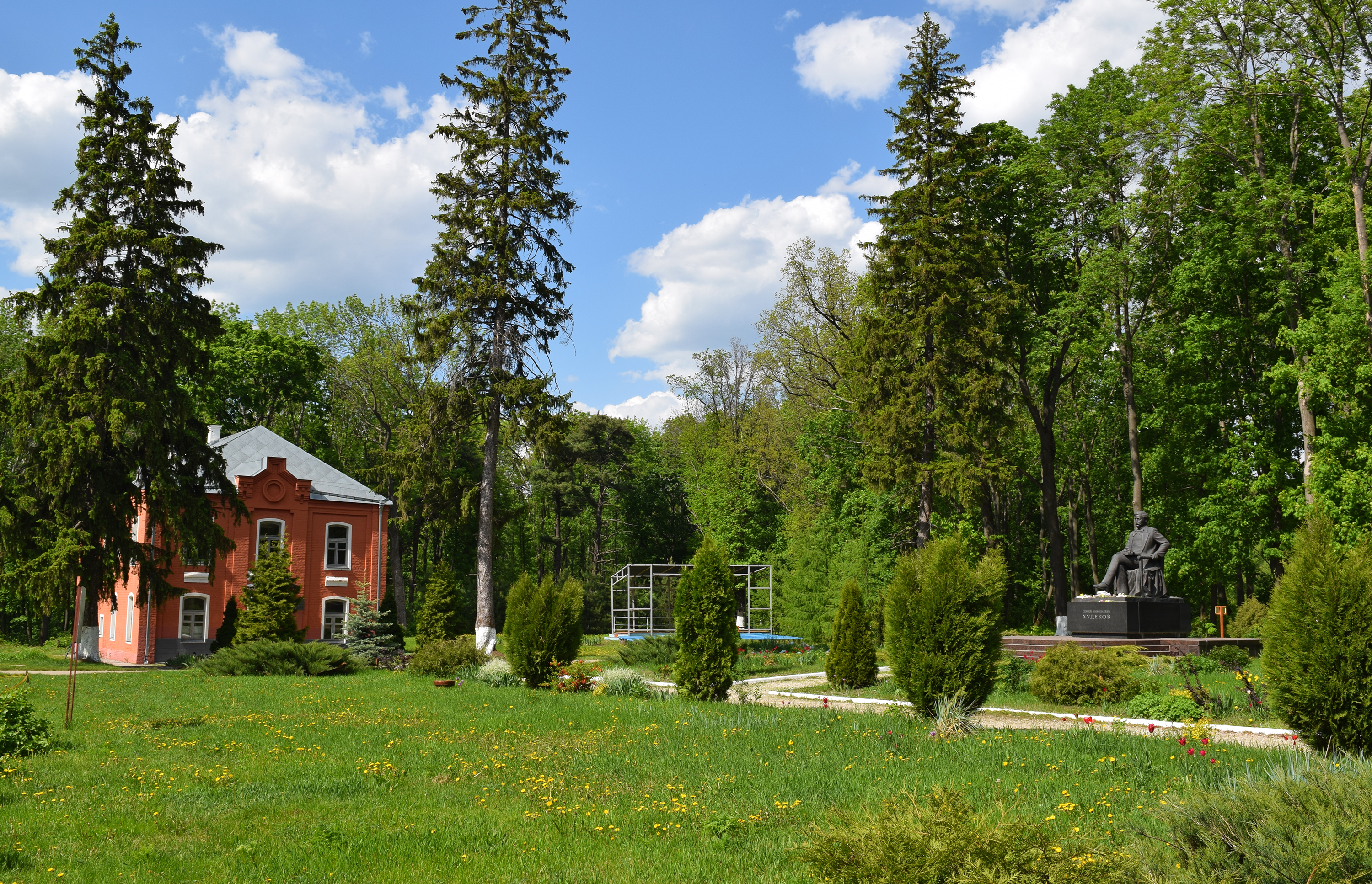
Arboretum de Sergueï Khoudekov.